# Typton wasini
Typton wasini är en kräftdjursart som beskrevs av Bruce 1977. Typton wasini ingår i släktet Typton och familjen Palaemonidae. Inga underarter finns listade i Catalogue of Life.